# Majčina ljubav
Majčina ljubav prvi je album hrvatske pjevačice Lidije Bačić izdan 1. ožujka 2010. godine u izdanju diskografske kuće MusicStar.
Na albumu se nalazi 12 pjesama koje su predstavljene i nagrađivane na raznim festivalima diljem Hrvatske, ali i susjedstva. Na albumu se nalazi 9 singlova: "Dan iza vječnosti", "Kiša", "Kraj", "Nakon svega", "Ne moren kontra sebe", "Zabranjeno vrijeme", "Pogled", "Tišina", "Majčina ljubav" i "Nisam sritna ja uz njega".

## Pozadina
Lidija je nastupila na 6 festivala i osvojila 11 nagrada. Svoje pjesme predstavila je diljem Hrvatske, ali i u susjedstvu. Pjesma “Ne moren kontra sebe” je jedina pjesma s MIK-a koja je ušla na nacionalnu top listu. Lidija je na nacionalnoj top listi bila i s pjesmom “Majčina ljubav” koju je publika jako dobro prihvatila, kao i samu Lidiju ka takvu. Velika uspješnica pjesama Lidiji je omogućila objavljivanje prvog samostalnog albuma.

## Popis pjesama
| Br. | Skladba                                 | Trajanje |
| --- | --------------------------------------- | -------- |
| 1.  | »Majčina ljubav«                        | 3:33     |
| 2.  | »Kiša«                                  | 4:24     |
| 3.  | »Ne moren kontra sebe«                  | 3:32     |
| 4.  | »Nakon svega(Kako da opet ti oprostim)« | 3:25     |
| 5.  | »Dan iza vječnosti«                     | 3:17     |
| 6.  | »Tišina«                                | 3:30     |
| 7.  | »Nisam sritna ja uz njega«              | 3:11     |
| 8.  | »Zabranjeno vrijeme«                    | 4:20     |
| 9.  | »Pogled«                                | 2:49     |
| 10. | »Kraj«                                  | 4:27     |
| 11. | »L'amore materno«                       | 3:33     |
| 12. | »All I'll ever need«                    | 3:16     |